# 야부리 스키 리조트
야부리 스키 리조트(중국어: 亚布力滑雪旅游度假区)는 중화인민공화국에서 가장 큰 스키장이자 중화인민공화국 최대 규모의 스키점프 시설이 있는 스키장이다. 중화인민공화국 헤이룽장성 하얼빈시에서 동남쪽으로 약 177 km, 기차로 약 2시간 반 거리에 있는 헤이룽장성 동북부에 있다. 중화인민공화국 창바이산맥 줄기에 있다.
이 스키장이 있는 상즈시 야부리진의 "야부리"라는 이름은 러시아어의 "야블로냐"(Яблоня, "과수원"이라는 뜻)이라는 단어에서 유래했다.

## 스포츠 대회 개최
야부리 스키 리조트에는 1996년 동계 아시안 게임, 2008년 중화인민공화국 전국동계운동회, 2009년 동계 유니버시아드, 2025년 동계 아시안 게임이 개최되었다. 2008/2009년 동계기간에 대규모 리모델링을 진행했으며 6인승 곤돌라와 새로운 4인승 도펠마이어제 체인리프트도 설치되었다.